# Gran golpe contra las S.S.
Gran golpe contra las S.S. es una película, coproducción italo-franco-alemana, dirigida en 1967 por Alberto De Martino.

## Sinopsis
En Holanda, durante la primavera de 1945, dos ejércitos se enfrentan en una lucha final. Por un lado están las débiles fuerzas aliadas, por otro, lo que queda del glorioso ejército del Tercer Reich.
Tres prisioneros estadounidenses se fugan de un campo de concentración en las afueras de Ámsterdam, son: Sesamo, Randall y Walcott. En cuanto se da la alarma, el general Hassler ordena a sus tropas de las SS que los capturen inmediatamente. Pero los tres hombres se han separado. Walcott muere tiroteado por una patrulla. Randall logra escapar. Sesamo es capturado por Petrowsky, un sargento de las SS, que se niega a matarlo. Ambos ya se conocían de antes.
Sesamo y Randall se reúnen con Rolmann, un partisano holandés, que les proporciona ropa civil. Tres hombres muy diferentes pero unidos por un mismo objetivo. Sacar de contrabando los documentos políticos concernientes a los partidarios de los Países Bajos, los planes de estudios sobre el V-2, y, por último, una gran cantidad de diamantes robados por los nazis en los Países Bajos. Todo ello depositado en las bóvedas acorazadas de la Wehrmacht con sede en Ámsterdam.